# Формирование Киевской Руси
Формирование Киевской Руси происходило в IX—X веках и представляло собой процесс, включавший как внутренние (общественная эволюция местных, в первую очередь восточно-славянских общностей), так и внешние факторы (активное проникновение в Восточную Европу военно-торговых дружин варягов). По данным археологии появление скандинавского этнического компонента в финском и славянском окружении на севере Восточной Европы относится ко времени от середины — второй половины VIII века (Ладога) до середины — второй половины IX века (Рюриково городище, Тимерёво, Сарское городище) и рубежа IX—X веков (Гнёздово). Расположение этих центров в целом соответствует обозначенному в русских летописях ареалу варяжской дани.
Летописные тексты и данные археологии позволяют отнести происхождение Руси к северной части Восточной Европы. Однако первые имеющие определённую датировку достоверные письменные сведения о народе русь, имеющем норманнское (варяжское) происхождение, относятся уже к первой половине — середине IX века и связаны не с севером, а с югом восточноевропейской территории. Большинство письменных источников о руси IX века относится к территории Южной Руси, предположительно с центром в Киеве. Арабо-персидскими географами (аль-Истахри, Ибн Хаукаль) отмечались две группы руси IX века: южная («Куйаба») и северная («Славийа»), каждая с собственным правителем (упоминается также третья группа, «Арсанийа», но она не может быть локализована). Предполагается два очага варяжского присутствия в Восточной Европе IX века: северный, с центром в Ладоге, а затем Новгороде, и южный, центром которого был Киев. Письменные источники позволяют отнести появление варяжской руси на юге к более раннему периоду, чем призвание Рюрика (в 862 году по летописной хронологии). Однако археологически скандинавское присутствие в Киеве в IX веке не подтверждается, что может объясняться быстрой ассимиляцией первой волны варягов славянами.
Южная Русь возникла раньше политического образования Рюрика на севере и в результате слияния с ним при князе Олеге (в 882 году по летописной хронологии) сформировала Киевскую Русь.

## Историография
В советской историографии в соответствии с марксистским формационным подходом считалось, что государство возникает на основе складывающегося классового общества и не может предшествовать ему. В то же время источники не позволяют говорить, что на Руси существовал рабовладельческий строй, самый ранний, согласно «пятичленной» теории общественно-экономических формаций, этап развития классового общества (рабский труд на Руси имел место, но не составлял основы экономики), поэтому социально-экономический строй Древней Руси рассматривался как феодальный. Советские историки 1960—1980-х годов (Б. Д. Греков, Б. А. Рыбаков, Л. В. Черепнин, В. Т. Пашуто) стремились найти следы феодализма уже для самого раннего периода русской истории. Выделялся предшествующий этап, переходный между первобытно-общинной и феодальной стадиями, обозначавшийся как «варварский», «предфеодальный», «полупатриархально-полуфеодальный». Определяющим признаком феодализма считалось существование крупного частного землевладения, государственной или частновотчинной собственности на землю, которая ставила непосредственного производителя в зависимость от собственника земли и позволяла отчуждать прибавочный продукт методами внеэкономического принуждения. Однако на Руси княжеское индивидуальное землевладение возникает только во второй половине XI века, вотчина — в XII веке. Для решения этого вопроса советская историческая наука выделила особый раннефеодальный этап, признаком наличия феодализма для которого считалась верховная государственная собственность на землю. Эта собственность по мнению Л. В. Черепнина, формируется в X веке, а согласно А. А. Горскому — уже с начала X века в формах окняжения племенных земель, с которых в виде даней собиралась «феодальная рента».
Тем не менее, источники не дают оснований предполагать, что отчуждение прибавочного продукта для этого периода основывается на верховной собственности на землю. Принудительное отчуждение прибавочного продукта возникает уже в догосударственный период, в так называемом ранжированном обществе, в связи с функциональной дифференциацией общества (выделением вождей, жрецов и др.), в котором зарождаются первые потестарные структуры, и укрепляется с возникновением социальной и имущественной дифференциации.
Вождество формировалось в пределах единой этносоциальной структуры — племени, и имело тенденции к распространению и включению в свой состав других племён через создание конфедерации, завоевание или подчинение в форме обложения данью, что в любом случае сопровождало значительное увеличение прибавочного продукта. В этих условиях неравенство социальных статусов в доступе к использованию избыточного продукта привело к нарастанию социальной и имущественной — в дополнение к функциональной — дифференциации. Её закрепление в иерархии статусов характеризует складывание стратифицированного общества. Важнейшими отличиями данной стадии от предшествующего этапа были сложение дифференцированного контроля над экономикой и соответствующая этому дифференцированность власти. В стратифицированном обществе усложняются потестарные структуры, происходит их иерархизация, расширяются и концентрируются функции центральной власти. Все эти процессы в конечном итоге ведут к формированию государства как социально-политической системы, которая регулирует жизнедеятельность общества.
До формирования государственной собственности на землю (предположительно возникающей ранее
индивидуальной), которая на ранних этапах реализуется как коллективная собственность социальных верхов, социальные группы (страты, сословия) различались по их отношению к продукту производства, но не к средству производства (к земле при феодализме), чем они принципиально отличались от классов. Верховная власть уже при племенном строе получила преимущественное право на перераспределение прибавочного продукта и присвоение этого продукта, отчуждая всё большую его часть на нужды собственного потребления. В современной терминологии речь идёт о стратифицированном, а не о классовом обществе. Согласно современной исторической науке, в ранний период, примерно до середины XI века, «окняжение» земель, распространение на них верховной власти киевского князя, не означало перехода к князю верховной собственности на землю. Земля ещё длительное время оставалась собственностью племени. Освоение княжеской властью земель выражалось в первую очередь в отчуждении прибавочного продукта, производимого населением — сбора дани, осуществляемого в относительно развитых формах полюдья. Кроме того, до середины XI века церковь существовала лишь на десятину, что также объясняется неотчуждаемостью общинных земель в этот период, то есть отсутствием феодальных отношений.
При переходе к государственной организации наряду с перераспределением возникает организованный сбор прибавочного продукта в форме фиксированных даней. Важной функцией государства стала охрана складывающейся территории, на которую распространилась его власть, поэтому выделяется профессиональный военный слой, не связанный с общинной и этнополитической (племенной) организацией. Расслоение внутри военной страты ведёт к образованию военной аристократии, которая частично сливается с родоплеменной знатью, частично оттесняет её; при этом родоплеменная знать которая в силу связей с отдельными группами внутри общества и вытекающих центробежных тенденций противостоит центральной власти. Функции государства на данном этапе выполняются главным образом военной организацией.
По мере становления частной собственности на землю социальная стратификация переходит в классовую. По данным исследований, на Руси это происходило после середины XI века (для сравнения: в Дании — в XII веке, в Швеции — в ХII-XIII веках).

## Северное образование
Для возникновения и развития «вторичных» государственных образований, к числу которых принадлежали и Древнерусское, и германские и древнескандинавские государства, возникшие в условиях контактов с уже сложившимися государствами, имели значение как внутренние предпосылки, создаваемые производящим хозяйством и ведущие к стратификации общества, так и внешние факторы — военная деятельность, торговля и др. В то же время возникновение «северной конфедерации племён», возглавляемой нобилитетом входивших в её состав племён и непосредственно предшествовавшей Древнерусскому государству, ни одним из исследователей не связывается успехами экономического развития региона. Производящее хозяйство было принесено сюда лишь в ходе славянской колонизации, незадолго до времени существования «конфедерации». Природные особенности региона, климат, сильная лесистость, незначительное количество плодородных почв не способствовали интенсивному росту земледелия. Лишь в середине VIII века на Волхове возникает небольшое поселение Ладога, которое в первой половине IX века становится предгородским поселением торгово-ремесленного характера численностью несколько десятков человек. Северо-западный регион переживает более интенсивное развитие начиная с середины — конца VIII века.
Единственным крупномасштабным явлением в данном регионе, синхронным названному процессу, было формирование торгового пути, соединившего Балтику с Поволжьем, Булгарией, Хазарией и Арабским халифатом через Неву, Ладогу и Волгу, что прослеживается прежде всего по распространению арабского серебра. Балтийско-Волжский торговый путь возник как продолжение на восток сложившейся к середине 1-го тысячелетия н. э. системы торговых коммуникаций, связывавшей центральноевропейский, североморский и балтийский регионы. К VI—VII векам балтийский участок пути достиг Свеаланда. К середине VIII века этот торговый маршрут уже оканчивался Ладогой. Возникновение на протяжении IX века на территории до Волги торгово-ремесленных поселений и военных стоянок, где повсеместно фиксируется скандинавский этнический компонент, свидетельствует о продлении торгового маршрута и его выходе к Булгарии. Поселения IX века, носящие в археологи названия «Рюриково» Городище, Крутик у Белоозера, Сарское городище, позднее — древнейшие поселения во Пскове, Холопий городок на Волхове, Петровское, Тимерёво и др. — располагались на торговой магистрали или её ответвлениях. Рядом исследователей отмечались роль Балтийско-Волжского пути как трансъевропейской магистрали и его значение для экономического развития Восточной Европы и Скандинавии. Вдоль торговой магистрали вырастали поселения, обслуживавшие торговцев, пункты, контролировавшие опасные участки пути, возникали места для торговли с местным населением (ярмарки). Местные товары включали пушного зверя и продукты лесных промыслов, мёд, воск и др. Окружающая территория вовлекалась в торговлю и обслуживание торгового маршрута, племенная знать контролировала эту деятельность, в результате чего возрастала социальная стратификация. Потребность в местных товарах для их реализации в торговых пунктах усиливала роль даней. Увеличение объёма собираемых даней имело следствием усложнение потестарных структур и усиление центральной власти. О важном значении торговли в этом регионе свидетельствовали арабские авторы X века в известиях, восходящих к источникам IX века (Ибн Руста, автор «Худуд ал-Алам», ал-Истахри, Ибн Хаукаль, ал-Факих и др.).
Согласно «Повести временных лет», варяжское присутствие в Восточной Европе вначале выражалось только взиманием дани с восточнославянских племён словен и кривичей и с финских племён чуди, мери и, возможно, веси. В результате восстания эти общности избавились от варяжской даннической зависимости, но начавшиеся внутренние распри вынудили их призвать в качестве князей варягов Рюрика и его братьев, правление которых, как предсполагается, было обусловлено договорным соглашением. Часть дружины Рюрика, возглавляемая Аскольдом и Диром, ушла на юг и осела в Киеве.
В «Повести временных лет» под 859 годом сказано, что финно-угорские и северная часть восточнославянских племён находились в даннической зависимости от варягов, а юго-восточная часть восточнославянских племён — от хазар:

Варяги, приходя из-за моря, взимали дань с чуди, и со славян, и с мери, и с веси, и с кривичей. А хазары брали с полян, и с северян, и с вятичей по серебряной монете и по белке от дыма.
Оригинальный текст (церк.-сл.)В лѣто 6367. Имаху дань варязи, приходяще изъ заморья, на чюди, и на словѣнехъ, и на меряхъ и на всѣхъ, кривичахъ. А козаре имахуть на полянех, и на сѣверехъ, и на вятичихъ, имаху по бѣлѣ и вѣверици тако от дыма.

В 862 году, согласно «Повести временных лет» (дата приблизительна, поскольку древнейшая хронология летописи представляет собой результат искусственных калькуляций и исторически малодостоверна), славянские и финно-угорские племена, прежде изгнавшие варягов, призвали их на княжение:

В год 6370 (862). И изгнали варягов за море, и не дали им дани, и начали сами собой владеть, и не было среди них правды, и встал род на род, и была у них усобица, и стали воевать друг с другом. И сказали: «Поищем сами себе князя, который бы владел нами и рядил по ряду и по закону». Пошли за море к варягам, к руси. Те варяги назывались русью, как другие называются шведы, а иные — норманны и англы, а ещё иные готы — вот так и эти. Сказали руси чудь, славяне, кривичи и весь: «Земля наша велика и обильна, а порядка в ней нет. Приходите княжить и владеть нами». И избрались трое братьев со своими родами, и взяли с собой всю русь, и пришли прежде всего к славянам. И поставили город Ладогу. И сел старший, Рюрик, в Ладоге, а другой — Синеус, — на Белом озере, а третий, Трувор, — в Изборске. И от тех варягов прозвалась Русская земля.
Оригинальный текст (церк.-сл.)В лѣто 6370. И изгнаша варягы за море, и не даша имъ дани, и почаша сами в собѣ володѣти. И не бѣ в нихъ правды, и въста родъ на род, и быша усобицѣ в них, и воевати сами на ся почаша. И ркоша: «Поищемъ сами в собѣ князя, иже бы володѣлъ нами и рядилъ по ряду, по праву.» Идоша за море к варягом, к руси. Сице бо звахуть ты варягы русь, яко се друзии зовутся свее, друзии же урмани, аньгляне, инѣи и готе, тако и си. Ркоша руси чюдь, словенѣ, кривичи и вся: «Земля наша велика и обилна, а наряда въ ней нѣтъ. Да поидете княжить и володѣть нами». И изъбрашася трие брата с роды своими, и пояша по собѣ всю русь, и придоша къ словѣномъ пѣрвѣе. И срубиша город Ладогу. И сѣде старѣйший в Ладозѣ Рюрикъ, а другий, Синеусъ на Бѣлѣ озерѣ, а третѣй Труворъ въ Изборьсцѣ. И от тѣхъ варягъ прозвася Руская земля.

Ассимиляция варягов на севере Восточной Европы должна была происходить медленнее, чем на юге, что объясняется непрекращающемся притоком новых скандинавских групп, занятых, как и в Южной Руси преимущественно дальней торговлей. Археологически выявленные места концентрации скандинавских древностей, от Ладоги до Гнёздова, представляли собой торгово-ремесленные поселения с этнически смешанным населением. Многочисленные и нередко очень крупные клады арабского монетного серебра на северной территории, которые фиксируются с рубежа VIII—IX веков, свидетельствует, что целью военно-торговых дружин варягов в Восточной Европе был доступ к рынкам Волжско-Камской Булгарии, которые были богаты высококачественным арабским монетным серебром, в меньшей степени — к причерноморским рынкам по пути «из варяг в греки». Именно арабский дирхем стал основой древнерусской денежно-весовой системы. Мобильные и хорошо вооружённые группы скандинавов являлись наиболее деятельной силой в организации международной торговли на севере Восточной Европы.

## Южное образование
Ещё в VIII веке в данническую зависимость от Хазарского каганата попали славянские племена северян, радимичей и вятичей. В территориальном плане летописи связывают Южную Русь с территорией племенного княжения полян. Историко-географические источники преимущественно XII века дают основание для предположения, что, помимо полянской земли, существовавшее в IX веке политическое образование Южной Руси могло включать зону водораздела бассейнов Припяти и Днестра и часть Левобережья Днепра, где позднее возникли города Чернигов и Переяславль. Её восточная граница определяется сложнее. Предполагается, что Южная Русь обладала достаточной силой для того, чтобы аккумулировать экономический и военный потенциал славянских племён Среднего Поднепровья, организовать морские походы на Византию, наибольшую известность из которых получил поход 860 года на Константинополь, и соперничать с Хазарией. В сравнении с северным образованием Южная Русь обладала более выгодным торговым и военно-стратегическим расположением.
О влиянии Хазарского каганата мог свидетельствовать тот факт, что правитель Южной Руси принял хазарский верховный титул каган. С противостоянием русов и хазар могло быть связано также посольство «кагана росов» к византийскому императору Феофилу во второй половине 830-х годов, предложившее мир и дружбу, как и организованное тогда же при помощи Византии крепостное строительство у хазар. Помимо Саркела на нижнем Дону, было возведено более десятка крепостей в верховьях Северского Донца и по реке Тихой Сосне, притоку Дона, что интерпретируется как свидетельства притязаний Южной Руси на часть сферы хазарской дани со славян, по меньшей мере, на дань с северян. Считается, что Южная Русь имела обширные торговые связи, её купцы на западе доходили до среднего Дуная, на северо-востоке достигали Волжско-Камской Булгарии, на юге присутствовали на византийских причерноморских рынках, откуда по Дону, а затем по Волге они добирались до Каспийского моря и далее до Багдада.
Эта киевская гипотеза, является в исторической науке наиболее распространённой и опирается на историографическую традицию, которой предполагается существование сильного Русского государства на Днепре по меньшей мере с середины IX века. Близкой является концепция южной локализации Русского каганата.

## Дальнейшая история
Предполагается, что следствием призвания Рюрика стала политическая консолидация Северной Руси, благодаря чему стало возможным объединение этого образования с Южной Русью под властью северной варяжской княжеской династии Рюриковичей. После смерти Рюрика его родственник князь Олег захватил Киев, объединив северное и киевское южное политические образования, что создало основу Киевской Руси.
Русско-византийский договор 911 года фиксирует приход народа руси в Среднее Поднепровье и формирование здесь политии с центром в Киеве, элита которой носит скандинавские имена.

## Основание Руси
Существует различные взгляды на время основания Русского государства (государства Руси). Древнерусская традиция связывала основание Руси с призванием варягов. Историки Е. А. Мельникова и В. Я. Петрухин писали: «согласно средневековой традиции, призвание варяжских князей положило начало Русскому государству и его истории… легенда отвечала на начальный вопрос ПВЛ — „Откуду есть пошла русская земля“ — и тем самым претендовала на историческую достоверность (разумеется, как понимал ее летописец)». Петрухин отмечал: «…князья принесли с собой варяжское имя Русь, и „от тех варяг прозвася Русская земля“ — так отвечает летопись на главный вопрос ПВЛ „откуду есть пошла Русская земля“ под 862 г.… Началом Руси для него [летописца] было призвание варяжских князей (862 г.), а не поход на Царьград языческой русской дружины».
В российской историографии период IX—XI веков традиционно рассматривается как эпоха «Древнерусского государства». Учебная литература и на исторические карты могут приводить указания на точные до года хронологические рамки существования этого государства, например, «882—1132».
В связи со своим варяжским (германским) происхождением Рюрик был исключён из позднесоветской традиции, как из научной интерпретации «Повести временных лет», так и из школьного нарратива. Согласно «Советской исторической энциклопедии», а вслед за ней школьным текстам, Рюрик был «легендарным основателем династии», тогда как Олег рассматривался как «первый исторически достоверный русский князь».
Постсоветский официальный исторический нарратив рассматривает Рюрика как достоверную историческую фигуру. На его происхождении, однако, внимание обычно не акцентируется, а когда вопрос обозначается, то скандинавская принадлежность в той или иной мере подвергается сомнению или оспаривается. Так, академическими учёными высказывалось мнение, что Рюрик был «наполовину славянин, наполовину скандинав»; академический журнал «Вопросы истории» публиковал статью историка Г. И. Анохина, согласно которой Рюрик — «солевар из Руссы».
Рюрик был выбран в качестве нового символического основателя российской государственности, что связано с архаизирующим трендом, имеющим место в массовом популярном историческом жанре. Архаизирующая историография связана со взятой некоторыми представителями академической среды линией на идею укрепления власти и представления об автохтонности. Воспринимаются понятные идеи «возникновения российской государственности» без детальных историографических экскурсов; варяжская легенда проста и понятна. При этом данный дискурс, связанный с Рюриком, актуален только для Северо-Запада России. Создатели современного образа Рюрика опираются на авторитет Н. М. Карамзина или чаще — на прямое «обращении к летописям», «подлинность текстов летописей», при этом буквально толкуя летописные тексты. Эта тенденция происходит на фоне ярко развивающегося научного изучения ранней Руси. В официальном дискурсе северо-западных регионов Рюрик утвердился благодаря активной деятельности археологов.
Наиболее важным таким «местом памяти» является Старая Ладога, где Рюрик присутствует, как в публичной сфере, так и в академических работах. В 1970-х и 1980-х годах эти представления были мейнстримом для ленинградского археологического фольклора. В 1997 году связанный с Рюриком и варяжской легендой «староладожский миф» был закреплён статьёй Г. С. Лебедева и затем воспроизводился в работах А. Н. Кирпичникова (2002) и Д. А. Мачинского (2003). Таким образом в поздне- и постсоветской историографии сформировалась идея возрождения Рюрика как «основателя Руси», которая «пошла из Ладоги». В 2002—2003 годах к этой теме было привлечено внимание власти; летом 2003 года проведено официальное празднование «1250-летия Старой Ладоги — древней столицы Руси». Стали возникать новые мемориальные объекты, посвящённые древности Ладоги в контексте «возникновения Руси». Академическая и публичная активность имела следствием также переход соответствующих текстов академических авторов, посредством экскурсионного обслуживания, в среду публичной истории, в местный школьный нарратив.
С 2007 года идея нового памятника Олегу и Рюрику много раз инициировалась Анатолием Кирпичниковым, руководителем Староладожской археологической экспедиции. В феврале 2012 года в выставочном зале «Смольный» была открыта выставка, на которой представлено 38 проектов памятника, для публики. Конкурс выиграл проект скульптора Олега Шорова. Олег здесь воин, с мечом и щитом, но Рюрик изображён гражданским. Памятник был установлен в 2015 году в присутствии министра культуры Российской Федерации. Появление парного Рюрику Олега связано с наличием здесь «места памяти» — «Олеговой могилы» — современное название большого кургана, датируемого примерно концом IX—X веками. Олег-воин, который присоединил юг, сопоставлен с Рюриком, представленным как гражданский, миролюбивый основатель, избранный «первых русских выборах», как утверждают современные медиа. Памятник поставлен на Варяжской улице. Нарратив, созданный в музейном сообществе, часто называет её «улицей X века» или «древнейшей улицей на Руси». Однако воспоминания об археологических раскопках неподалеку, которые действительно выявили застройку эпохи викингов, не позволяют рассматривать эту часть Старой Ладоги как наиболее древнюю.